# Wladimir Pawlowitsch Vogel

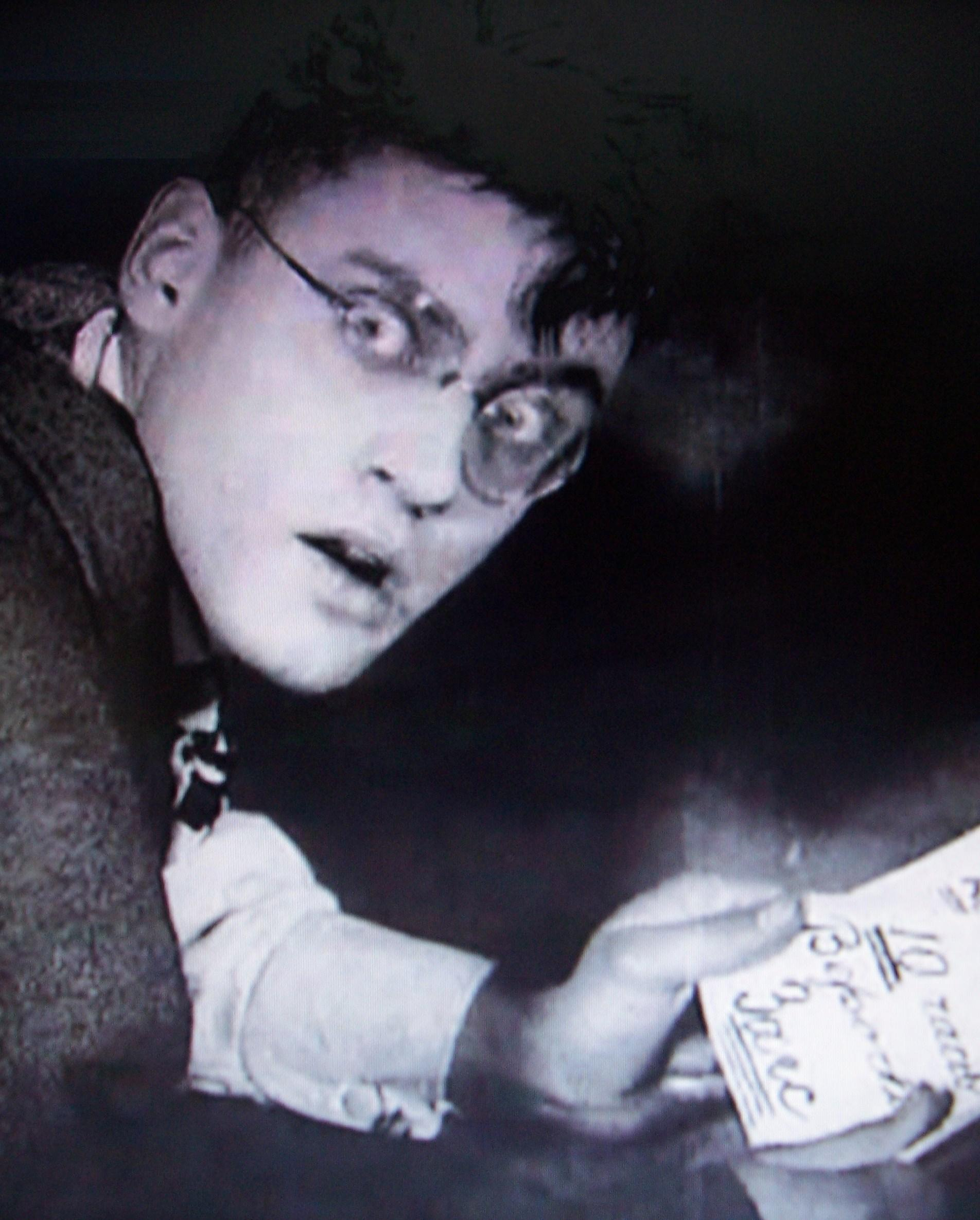
Wladimir Vogel

Wladimir Pawlowitsch Vogel (russisch Владимир Павлович Фогель, wiss. Transliteration Vladimir Pavlovič Fogel'; * 1902 in Moskau; † 8. Juni 1929 ebenda) war ein russischer Schauspieler.

## Leben
Vogel lernte kurz an der Filmschule in Moskau, bevor er in Lew Kuleschows Meisterklasse kam und Schauspiel studierte. Dort lehrte Kuleschow die Gestaltung von Regie und Schauspiel nach den Prinzipien der Exzentrik und Psychomechanik. Zu Vogels Mitstudenten gehörten die späteren Regisseure Wsewolod Pudowkin und Boris Barnet sowie die Schauspielerin Alexandra Chochlowa.
Kuleschow setzte seine Schüler in seinen Filmen ein und Vogel hatte daher 1924 sein Schauspieldebüt auch in einem Kuleschow-Film. Vogel spielte in seiner kurzen Karriere in 14 Filmen vielfältiger Genres – darunter Melodram, Parodie, Kammerspiel und Groteske – und gilt als einer der bedeutendsten Darsteller des experimentellen russischen Films seiner Zeit. 1928 trat er in einer der ersten deutsch-sowjetischen Koproduktion Salamandra von Grigori Roschal auf. 1929 verübte Vogel, der an Schizophrenie erkrankt war, Suizid.

## Filme
- 1924: Die seltsamen Abenteuer des Mr. West im Lande der Bolschewiki (Regie: Lew Kuleschow)
- 1925: Der Todesstrahl / Lutsch Smerti (Regie: Lew Kuleschow)
- 1925: Schachfieber (Regie: Wsewolod Pudowkin)
- 1926: Der Drei-Millionen-Prozeß (Regie: Jakow Protasanow)
- 1926: Nach dem Gesetz (Regie: Lew Kuleschow)
- 1926: Miss Mend (Regie: Boris Barnet/Fjodor Ozep)
- 1927: Der gelbe Paß (Regie: Fjodor Ozep)
- 1927: Bett und Sofa (Regie: Abram Room)
- 1927: Kto ty takoi? (Regie: Juri Scheljabuschski)
- 1927: Das Ende von Sankt Petersburg (Regie: Wsewolod Pudowkin)
- 1927: Moskau, wie es weint und lacht (Devushka s korobkoy) (Regie: Boris Barnet)
- 1928: Salamandra (Regie: Grigori Roschal)
- 1928: Das Mädchen mit dem Muttermal (Regie: Sergei Komarow)
- 1928: Das Haus in der Trubnaja-Straße (Regie: Boris Barnet)